# Myospila meditabunda
Myospila meditabunda är en tvåvingeart som först beskrevs av Fabricius 1781.  Myospila meditabunda ingår i släktet Myospila och familjen husflugor. Arten är reproducerande i Sverige. Inga underarter finns listade i Catalogue of Life.